# Oslo Plaza
Oslo Plaza (oficjalnie Radisson SAS Plaza Hotel) – wieżowiec i hotel w centrum Oslo, w Norwegii, o wysokości 117 m. W oficjalnym otwarciu, które miało miejsce 14 marca 1990, brał udział król Olaf V. Budynek liczy 37 kondygnacji i 673 pokoje hotelowe.